# Le Coup de foudre (film, 1927)
Pour les articles homonymes, voir Coup de foudre (homonymie).
Pour plus de détails, voir Fiche technique et Distribution.
Le Coup de foudre (It) est un film américain réalisé par Clarence G. Badger et Josef von Sternberg (non crédité), sorti en 1927. Il est connu comme étant le premier film utilisant un zoom.

## Synopsis
Une vendeuse attirante (une It girl) tente de séduire un playboy.

## Fiche technique
- Titre : Le Coup de foudre
- Titre original : It
- Réalisation : Clarence G. Badger et Josef von Sternberg (non crédité)
- Production : Clarence G. Badger, Elinor Glyn, Jesse L. Lasky (producteur délégué), Adolph Zukor (producteur délégué), B. P. Schulberg (producteur associé)
- Société de production : Famous Players-Lasky Corporation
- Scénario : Hope Loring, Louis D. Lighton et George Marion Jr. d'après le roman de Elinor Glyn
- Photographie : H. Kinley Martin
- Montage : E. Lloyd Sheldon
- Pays d'origine : États-Unis
- Format : Noir et blanc - film muet
- Genre : Comédie
- Durée : 72 minutes
- Date de sortie : 15 février 1927 (USA)

## Distribution
- Clara Bow : Betty Lou Spence
- Antonio Moreno : Cyrus Waltham Jr.
- William Austin : Monty Montgomery
- Priscilla Bonner : Molly
- Jacqueline Gadsden : Adela Van Norman
- Julia Swayne Gordon : Mme Van Norman
- Elinor Glyn : Elle-même
- Gary Cooper : Correspondant de Presse

Acteurs non crédités :
- Elmo Billings : Garçon de l'office
- Lloyd Corrigan : Garçon de cabine sur le yacht
- Dorothy Tree : Employée de Waltham